# Henryk Sulajnis
Henryk Sulajnis (ur. 20 października 1929 w Rydze, zm. 19 czerwca 1999 w Warszawie) – polski wojskowy, pracownik Wojskowego Instytutu Medycyny Lotniczej, medalista mistrzostw Polski w pięcioboju nowoczesnym, reprezentant Polski.

## Życiorys
Od 1944 służył jako syn pułku w szeregach 3 Dywizji Pancernej Armii Czerwonej, następnie jako łącznik w Sztabie Generalnym Wojska Polskiego. W 1947 ukończył Techniczną Szkołę Lotniczą w Zamościu, od 1951 służył w Dowództwie Wojsk Lotniczych, od 1965 pracował w Wojskowym Instytucie Medycyny Lotniczej, w Pracowni Wydolności i Ergonomii Zakładu Patofizjologii Lotniczej, od 1976 jako adiunkt. W 1978 otrzymał wyróżnienie Szefa Głównego Zarządu Szkolenia Bojowego jako współautor pracy "System jednolitego przygotowania fizycznego personelu latającego". Służbę zakończył w stopniu podpułkownika.
W 1966 ukończył studia w Akademii Wychowania Fizycznego w Warszawie, tam doktoryzował się w 1976 na podstawie pracy Sprawność fizyczna pilotów w zależności od wieku i rodzaju lotnictwa.
Należał do pionierów polskiego pięcioboju nowoczesnego po II wojnie światowej. Jako zawodnik WKS Lotnika Warszawa wywalczył brązowy medal mistrzostw Polski na pierwszych po wojnie mistrzostwach Polski w 1956, w 1957 został wicemistrzem Polski. W 1957 wystąpił na mistrzostwach świata, zajmując 23. miejsce indywidualnie i 10. miejsce drużynowo (był to pierwszy start reprezentacji Polski po II wojnie światowej).
W PRL odznaczony Krzyżem Kawalerskim i Krzyżem Oficerskim Orderu Odrodzenia Polski.